# The Raven (1915)
The Raven é um filme mudo americano de 1915, do gênero drama biográfico, escrito e dirigido por Charles Brabin, com roteiro baseado no romance biográfico The Raven: The Love Story of Edgar Allan Poe, de George Cochrane Hazelton e em sua peça teatral homônima.

## Enredo

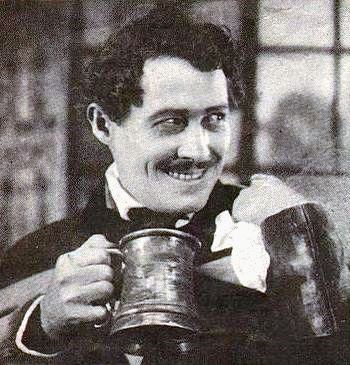
Henry B. Walthall como Edgar Allan Poe em The Raven

O filme começa traçando a herança ancestral de Poe antes de ele nascer. Após a perda de seus pais, Poe é levado por John e Francis Allan em Richmond, Virgínia. O filme avança cerca de 15 anos para o tempo de Poe na Universidade da Virgínia. Devido a dívidas em jogos de baralho e um interesse crescente em vinho, Poe começa a ter dificuldades. Ele alucina ter matado um homem em um duelo de pistola.
Poe conhece Virginia e eles passam um dia juntos. Ele conta a ela um conto de fadas, um corvo empoleirado no ombro de Poe quando ele termina a história, antes de eles caminharem juntos. Ao ver um escravo negro (listado nos créditos apenas como "Negro") ser chicoteado, ele compra o escravo por 600 dólares. O ex-proprietário do escravo, então, vai a John Allan para cobrar a dívida, chamando Poe de "canalha".
Depois de tomar um drinque com seu "amigo" Tony, Poe vai visitar Virginia. Tony segue logo depois e os dois competem pelo carinho de Virginia. Mais tarde, Virginia diz que escolherá o homem que adivinha qual mão segura uma coroa de flores nas costas. Poe permite que Tony vá primeiro e, apesar de adivinhar corretamente, Virginia secretamente muda a coroa de flores para a outra mão, para que Poe possa vencer. Pouco depois, na frente de Tony e Virginia, Allan questiona os hábitos de consumo de Poe e arruma confusão, apesar das tentativas de sua esposa para acalmá-lo. Pede-se que Poe deixe a família Allan, mas Virginia se oferece. O escravo comprado recentemente de Poe também aparece.
Poe tem uma alucinação induzida pelo álcool que recria seu poema (e o nome do filme) "O Corvo". Enquanto Poe se senta sozinho, ele ouve uma batida na porta da câmara. A aldraba se move por conta própria e Poe acha que vê o contorno de um grande pássaro preto. Quando Poe tropeça do lado de fora, a palavra "vinho" aparece em uma pedra na qual ele se apoia e ele vê um fantasma. Quando ele pega outro gole de vinho, um crânio humano aparece no lugar do copo. Finalmente, um corvo entra na sala, repetindo a expressão "nevermore" ("nunca mais") enquanto Poe tenta falar com ele.
Poe, em Fordham, Nova Iorque, está em "extrema pobreza" junto com Virginia e sua mãe Maria. Virginia tem um terrível ataque de tosse, um sinal de sua tuberculose. Poe, desesperado por dinheiro, tenta, sem sucesso, vender parte de seu trabalho para George Rex Graham. Virginia, incomodada com o frio do inverno, é mantida quente pelo casaco velho de Poe de seu tempo em West Point. Ela morre no dia seguinte, causando grande pesar a Poe.
Sarah Helen Whitman é apresentada no final do filme, ajudando um casal de idosos. Ela e Poe, no entanto, não se cruzam.

## Elenco

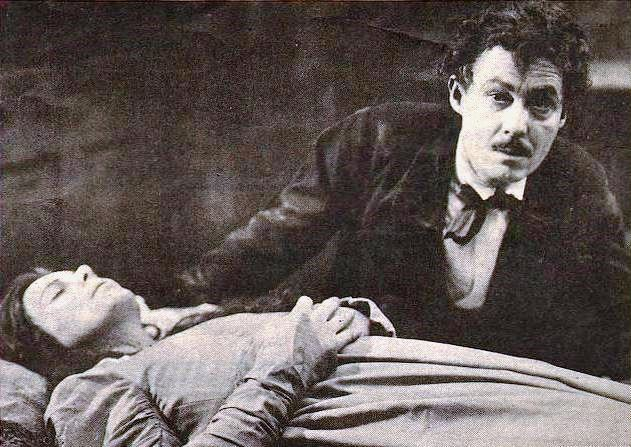
Warda Howard e Henry B. Walthall em The Raven

- Henry B. Walthall como Edgar Allan Poe
- Warda Howard como Virginia Clemm / Helen Whitman / The Lost Lenore / Um Espírito
- Ernest Maupain como John Allan
- Eleanor Thompson como Mrs. Allan
- Marian Skinner como Mrs. Clemm (creditado como Marion Skinner)
- Harry Dunkinson como Tony
- Grant Foreman como George Rex Graham
- Hugh Thompson como David Poe Jr. (creditado como Hugh E. Thompson)
- Peggy Meredith como Mrs. Hopkins Poe
- Frank Hamilton como David Poe, Sr.
- Billy Robinson como Joseph Reed
- Bert Weston como Negro
- Charles Harris como Mr. Pelham (como Charles K. Harris)

## Produção
Henry B. Walthall recebeu o papel principal de Edgar Allan Poe, depois de interpretar o mesmo autor em The Avenging Conscience, de D. W. Griffith, em 1914. Por causa do papel repetido, ele foi apelidado de "a imagem de Poe".